# Atabaque
Atabaque – rodzaj jednomembranowego bębna pochodzący z Brazylii. Zazwyczaj ma formę smukłego stożka z beczułkowato wyoblonymi bokami, o wysokości między 1 a 2,5 m; czasami ma kształt walca lub klepsydry. Membrana jest do korpusu sznurowana, bądź przytwierdzona drewnianymi kołkami. Korpus wykonywany jest zazwyczaj z drewna jakarandy, a membrana z koziej skóry. Na instrumencie gra się pałkami bądź dłońmi.
W przeszłości atabaque używany był do celów rytualnych; współcześnie został spopularyzowany capoeirą. Muzykę z wykorzystaniem instrumentu tworzyła m.in. brazyliska kompozytorka Maria Helena Rosas Fernandes.